# Delegação de Oxum na Assembleia Nacional da Nigéria
A Delegação de Oxum na Assembleia Nacional da Nigéria compreende três Senadores e dez Representantes.

## 6ª Assembleia (2007–2011)
A 6ª Assembleia Nacional (2007–2011) foi inaugurada em 5 de Junho de 2007.
O Partido Democrático Popular (PDP) ganhou todas três cadeiras do Senado, e dez na Câmara
Senadores representando do estado de Oxum na 6ª Assembleia foram:
| Senador                 | Eleitorado | Partido |
| ----------------------- | ---------- | ------- |
| Isiaka Adetunji Adeleke | Oeste      | PDP     |
| Iyiola Omisore          | Leste      | PDP     |
| Simeon Oduoye           | Central    | PDP     |

Representantes na 6ª Assembleia foram:
| Representante          | Eleitorado                              | Partido |
| ---------------------- | --------------------------------------- | ------- |
| Adeyemi Adejare        | Irepodun/Olurunda/Osogbo/Orolu          | PDP     |
| Albert Abiodun Adeogun | Ifé Central/Leste/Norte/Sul             | PDP     |
| Falade Ajibade Michael | Ede Norte,Sul/Egbedero/Ejigbo           | PDP     |
| Fasogbon John Olawole  | Eleitorado Federal de Ifé               | PDP     |
| Jolaoya George         | Ayedire/Iwo/Ola-Oluwa                   | PDP     |
| Kayode Idowu           | Odo-Otin/Ifelodun/Boripe                | PDP     |
| Kolawole Ismaila       | Boluwaduro/Ifedayo/Illa                 | PDP     |
| Olugbenga Onigbogi     | ATAKUNMOSA Leste/ATAKUNMOSA Oeste/IJESA | PDP     |
| Oluwole Oke            | Obokun/Oriade                           | PDP     |
| Patricia Etteh         | Ayedaade/Irewole/Isokan                 | PDP     |